# Ansano Giannarelli
Ansano Giannarelli (* 10. Juni 1933 in Viareggio; † 26. August 2011 in Rom) war ein italienischer Dokumentarfilmer.

## Leben
Bereits 1954/1955 arbeitete Giannarelli erstmals für den Film: bei zwei Arbeiten Mario Monicellis war er Regieassistent bzw. am Schnitt beteiligt. Einige Jahre später begann er als Dokumentarfilmer. Sein Erstling 16 Ottobre 1943 war der erste einer langen Reihe von Werken bis in die 1990er Jahre; mehrmals mischte er dabei Dokumentarisches mit inszenierten Teilen, so in Sierra Maestra, seinem einzigen im deutschsprachigen Raum aufgeführten Werk. Sehr gelegentlich versuchte er sich im reinen Spielfilm; nach der Beteiligung an der Kollektivarbeit I misteri di Roma erschien 1987 Remake, der während des Filmfestivals von Locarno gedreht wurde.
Giannarelli war darüber hinaus am Circolo del Cinema Charles Chaplin beteiligt, war Mitglied des Exekutivrates des ANAC und lehrte von 1996 bis 1999 an der DAMS in Bologna.

## Filmografie (Auswahl)
- 1962: I misteri di Roma (eine Episode)
- 1968: Sierra Maestra (Sierra Maestra)
- 1987: Remake